# مصطفی کمال آتاترک
مصطفی کمال آتاترک (به ترکی استانبولی: Mustafa Kemal Atatürk؛ حدود ۱۸۸۱ – ۱۰ نوامبر ۱۹۳۸) یا مصطفی کمال پاشا تا ۱۹۲۱ و غازی کمال پاشا، فیلد مارشال، دولت‌مرد انقلابی، مؤلف و بنیان‌گذار جمهوری ترکیه بود که از ۱۹۲۳ تا زمان مرگش در ۱۹۳۸ به‌عنوان نخستین رئیس‌جمهور این کشور فعالیت کرد. او اصلاحات مترقی همه‌جانبه‌ای را به اجرا درآورد که ترکیه را به کشوری سکولار و صنعتی مدرن‌سازی کرد.  آتاترک از نظر ایدئولوژی سکولاریست و ملی‌گرا بود، و سیاست‌ها و نظریه‌های سیاسی-اجتماعی او، به کمالیسم معروف شد. آتاترک به‌واسطهٔ دستاوردهای نظامی و سیاسی خود، به‌عنوان یکی از مهم‌ترین رهبران سیاسی سدهٔ بیستم شناخته می‌شود.
آتاترک بابت نقشش در تضمین پیروزی ترکیهٔ عثمانی در نبرد گالیپولی (سال ۱۹۱۵) طی جنگ جهانی اول به شهرت رسید. به‌دنبال سرنگونی امپراتوری عثمانی، او نهضت ملی ترکیه را رهبری کرد که باعث ایستادگی در برابر تجزیهٔ سرزمین ترکیه میان قدرت‌های متفقینِ فاتح شد. ظهور ملی‌گرایی ترک شاهد ارتکاب نسل‌کشی امپراتوری عثمانی علیه اتباع یونانی، ارمنی و آشوری در امپراتوری بود؛ نقش آتاترک در عواقب پس از این رخداد، در حالی که مستقیماً در آن دخالتی نداشت، بحث‌برانگیز بوده‌است. با تشکیل دولت موقت در آنکارا، پایتخت کنونی ترکیه، او نیروهای اعزامی متفقین را شکست داد و به این ترتیب در آنچه که بعداً جنگ استقلال ترکیه یاد می‌شود، پیروز شد. او سپس به انحلال امپراتوری عثمانیِ ضعیف اقدام و به‌جای آن، جمهوری ترکیه را به‌طور علنی اعلام کرد.
به‌عنوان رئیس‌جمهور جمهوری تازه‌تاسیس ترکیه،  آتاترک یک برنامهٔ جامع اصلاحات سیاسی، اقتصادی و فرهنگی را با هدف نهایی ساخت یک دولتِ ملی مدرن، مترقی و سکولار آغاز کرد. او آموزش ابتدایی را رایگان و اجباری کرد و هزاران مدرسهٔ جدید را در سراسر کشور افتتاح کرد. او همچنین الفبای ترکی مبتنی بر لاتین را مرسوم کرد که جایگزین الفبای قدیمی ترکی عثمانی شد. زنان ترک در دوران ریاست‌جمهوری  آتاترک از حقوق مدنی و سیاسی برابر برخوردار شدند. خصوصاً، به زنان در انتخابات محلی با قانون شماره ۱۵۸۰ در ۳ آوریل ۱۹۳۰ و چند سال بعد، در سال ۱۹۳۴، حق رای همگانی کامل داده شد.
دولت آتاترک سیاست ترک‌سازی را در پیش گرفت که در تلاش برای ایجاد همگون‌سازی بود؛ یعنی ملتی متحد و از همه مهم‌تر، ملتی سکولار تحت پرچم ترکیه. تحت ریاست آتاترک، اقلیت‌ها در ترکیه تحت فشار قرار گرفتند یا مجبور شدند در انظار عمومی به ترکی صحبت کنند، اما اجازه داشتند زبان خود را در خفا حفظ کنند. جای‌نام‌های غیر ترکی تعویض شدند و به اقلیت‌ها دستور داده شد که نام خانوادگی ترکی بگیرند. در سال ۱۹۳۴، به‌پاسِ نقشی که او در ساخت جمهوری ترکیهٔ مدرن ایفا کرد، نام خانوادگی  آتاترک به معنای «پدر ترک‌ها» از سوی پارلمان ترکیه به او داده شد. او در ۵۷ سالگی در کاخ دلمه‌باغچه استانبول درگذشت و با تشییع‌جنازهٔ دولتی از وی تجلیل شد. نخست‌وزیر دیرینه‌اش عصمت اینونو جانشین او به‌عنوان رئیس‌جمهور شد.
سال ۱۹۸۱ میلادی مصادف با صدمین سالگرد زادروز آتاترک، یاد و خاطرهٔ او توسط سازمان ملل متحد و یونسکو گرامی داشته شد. یونسکو سال ۱۹۸۱ را «سال  آتاترک در جهان» اعلام و قطعنامه‌ای را در مورد صدمین سالگرد او تصویب کرد. یونسکو او را «رهبر نخستین مبارزه علیه استعمار و امپریالیسم» و «مروج برجستهٔ حس تفاهم بین مردم و صلح پایدار بین ملت‌های جهان و اینکه او تمام عمر خود را بدون تمایز برای ایجاد یکپارچگی و همکاری بین مردم کار کرد» توصیف کرد.  آتاترک بابت آرامش و صلح در سیاست خارجیِ جهان‌محور و دوستی با کشورهای همسایه مانند ایران، یوگسلاوی، عراق و یونان و به‌علاوه ابداع پیمان بالکان—که در برابر تهاجمات سرزمینی توسعه‌طلبانهٔ ایتالیای فاشیستی و بلغارستان تزاری مقاومت می‌کرد—اعتبار دارد.

## زندگی
او در ۱۸۸۱ در شهر سالونیک، در شمالِ یونانِ کنونی، که در آن زمان جزئی از امپراتوری عثمانی بود، در خانواده‌ای از طبقهٔ متوسط، چشم به جهان گشود. والدینش او را «مصطفی» نامیدند و بعدها آموزگار مدرسه به او لقب «کمال» را داد. پدرش علیرضا، کارمند دولت عثمانی و او نیز زادهٔ شهر سالونیک بود. مادر مصطفی، زوبیده خانم، از یک جامعهٔ کشاورز در غرب سالونیک بود. اختلاف نظری و مذهبی والدین مصطفی، بر سرنوشت او بسیار تأثیرگذار بود. او ابتدا وارد مکتبی مذهبی شد، سپس آنجا را ترک نموده وارد مدرسهٔ دولتی گشت. پس از اتمام تحصیلات مقدماتی وارد مکتب حربیه (دانشکدهٔ جنگ) و سپس به «دانشکدهٔ ستاد» وارد شد و به عنوان دانشجوی ممتاز و سروان ستاد، فارغ‌التحصیل شد.
ادعا و فرضیه‌ها دربارهٔ تبار آتاترک بسیار گوناگون و ناسازگار هستند. به گفتهٔ اندرو مانگو، خانوادهٔ او مسلمان، ترک‌زبان و به‌گونهٔ مشکوکی از طبقه متوسط بود. به‌نظر برخی از نویسندگان، پدرش علی‌رضا اصالتاً آلبانیایی بوده‌است. بر اساس نظر چند نویسندهٔ دیگر، نیاکان علی‌رضا ترک بودند که سرانجام از سوکه در استان آیدین آناتولی سرچشمه گرفتند. گمان می‌رود که مادرش زوبیده اصالتاً ترک بوده باشد و به گفتهٔ شوکت سوریا آیدمیر، زوبیده از تبار یوروک بود. طبق برخی ادعاهای مختلف، زوبیده آلبانیایی یا مقدونی یا بلغاری بود. به‌دلیل وجود جامعهٔ بزرگ یهودی سلانیک در دورهٔ عثمانی، بسیاری از مخالفان اسلام‌گرای آتاترک که از اصلاحاتش ناخشنود بودند، ادعا می‌کردند که نیاکان آتاترک دونمه بودند؛ یعنی یهودیانی که علناً به اسلام گرویدند، اما همچنان به‌گونهٔ پنهانی به یهودیت گرایش داشتند.

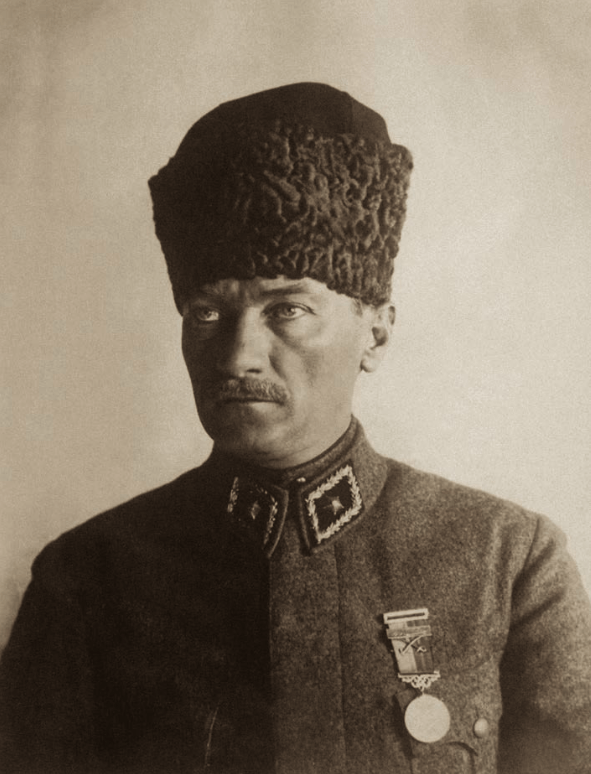
مصطفی کمال پاشا در سال ۱۹۲۳، فرمانده کل ارتش ترکیه.

در ابتدا وارد ارتش عثمانی شد و در طرابلس لیبی با ایتالیایی‌ها جنگید. آتاترک در دههٔ اول قرن بیستم به همراه گروهی از افسران ترک که ترکان جوان نامیده شدند، پایه‌های اصلاحات در ارتش و دولت را به نفع ملی‌گراییِ ترک‌ها تثبیت کرد. در جنگ‌های بالکان به سِمَت فرماندهی رسید و در سال ۱۹۱۶ در تنگهٔ داردانل و شبه‌جزیرهٔ گالیپولی در برابر بریتانیایی‌ها مقاومت کرد و مانع اشغال استانبول توسط آن‌ها در جنگ جهانی اول شد. او سپس در جبههٔ روسیه نبرد کرد.
شکست عثمانی در جنگ جهانی اول منجر به اشغال سرزمین‌های این امپراتوری توسط متفقین شد. در نهایت نیروهای پیروز قلمروی عثمانی در خاورمیانه را بین یکدیگر تقسیم کردند. هرچند شورش ترک‌زبانان آناتولی در برابر اشغال توسط متحدین در جنگ استقلال ترکیه منجر به تأسیس جمهوری ترکیه و در نهایت انقراض امپراتوری عثمانی شد و آتاترک رهبری جنگ استقلال را برعهده داشت. آتاترک توسط متفقین و روزنامه‌نگار مشهور ملی استانبول علی کمال به عنوان «رئیس دزد» توصیف شد، لرد بالفور در این زمینه او را «وحشتناک‌ترین از همهٔ ترک‌های وحشتناک» نامید. ملی‌گراها در یک مبارزه مسلحانه و دیپلماتیک نیروهای متجاوز یونانی، ارمنی، فرانسوی و انگلیسی را از آناتولی و تراکیه ترکیه اخراج کردند. پس از پیروزی، نهادهای حاکم سیاسی_مذهبی امپراتوری قدیم (سلطنه و خلافت) توسط دولت ملی‌گرای ترکیه لغو شد تا جای خود را به جمهوری جدید بدهد.
اصل اساسی آتاترک استقلال کامل کشور بود. وی موضع خود را تصریح کرد: «البته منظور از استقلال کامل، استقلال کامل اقتصادی، مالی، قضایی، نظامی، فرهنگی و آزادی در همه امور است. سلب استقلال در هر یک از اینها مساوی است با سلب استقلال ملت و کشور». او اصلاحات گسترده‌ای را در جنبه‌های اجتماعی، فرهنگی و اقتصادی رهبری کرد و ستون فقرات جمهوری جدید از ساختارهای قانونی، قضایی و اقتصادی را ایجاد کرد. اگرچه او بعدها توسط برخی به عنوان مبتکر اصلاحات گسترده ایده‌آل شد، بسیاری از ایده‌های اصلاح طلبانه او قبلاً در محافل روشنفکری عثمانی در آغاز قرن بیستم رایج بود و پس از انقلاب ترکان جوان آشکارتر بیان شد.

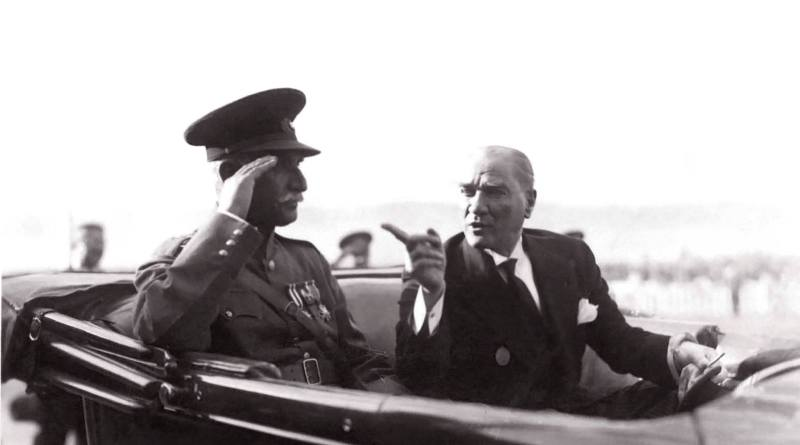
رئیس‌جمهور کمال آتاترک و رضاشاه در آنکارا (سال ۱۹۳۴).

آدولف هیتلر در مورد آتاترک گفت: «موسولینی شاگرد اول او و من شاگرد دوم او هستم». هیتلر او را به عنوان «ستاره ای در تاریکی» و «خالق درخشان ترکیه جدید» تعریف کرد. رسانه‌های آلمانی در جمهوری وایمار به‌طور گسترده به جنگ در آناتولی پرداختند. استفان ایریگ استدلال می‌کند که جنگ استقلال ترکیه تأثیر قطعی‌تری بر کودتای مونیخ نسبت به راهپیمایی موسولینی به رم داشت. آلمانی‌ها، از جمله آدولف هیتلر، می‌خواستند پیمان ورسای را لغو کنند، همان‌طور که معاهده سور لغو شد.

## اصلاحات  آتاترک

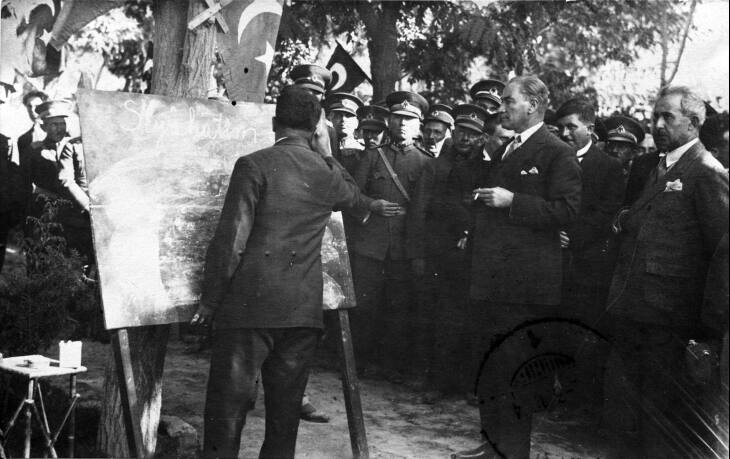
آتاترک، معرفی الفبای ترکی در سیواس.

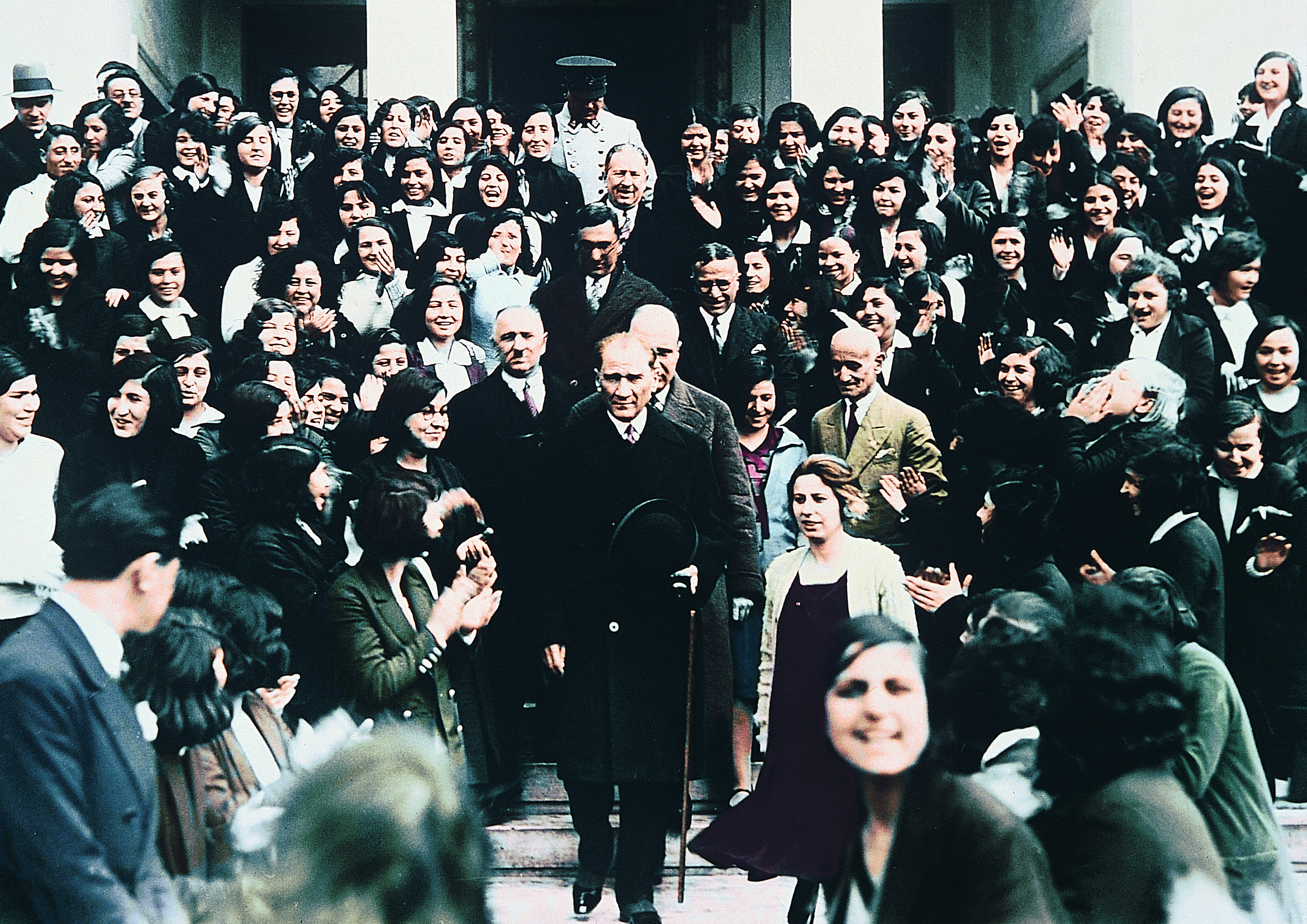
آتاترک درحال بازدید از مدرسه.

از جمله کارهای مهم  آتاترک، مبارزه در برابر روحانیون بود. او همچنین به سرکوب عشایر دست زد؛ ولی دیری نپایید که باور قلبیِ  آتاترک به لزوم مدرن‌سازی، سبب خشم روحانیون ترکیه شد و خشم روحانیون باعث بروز اعتراضاتی در برخی نقاط ترکیه شد (از جملهٔ آن‌ها می‌توان به قیام شیخ سعید در سال ۱۹۲۵ اشاره کرد که مغایرت آن با اسلام به دیاربکر حمله کرده بود). همچنین، از دیگر اقدامات وی می‌توان به ترویج ملی‌گرایی ترک، جدا کردن دین از سیاست، قانونی کردن حق رأی زنان و تغییر خط عربی زبان ترکی به خط لاتین اشاره کرد.

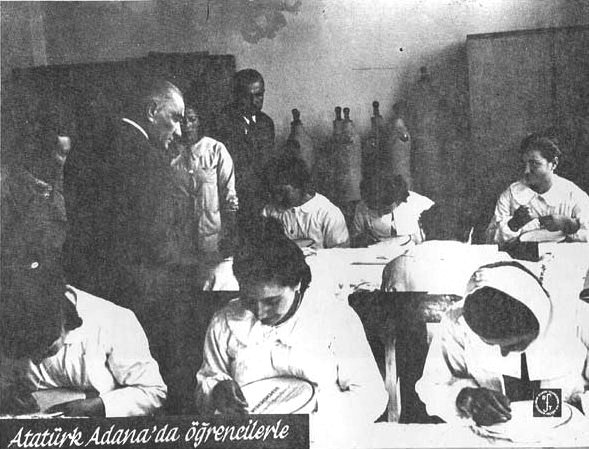
آتاترک درحال بازدید از کلاس دانشجویان زن.

در سال ۱۹۳۴، به فرمان  آتاترک، استفاده از القاب و عناوین ستایشی چون «حضرت، ملا، حاجی، سید، افندی و جناب»، در برگه‌های دولتی ترکیه ممنوع اعلام شد.
یکی از اقدامات مهم و مؤثر  آتاترک، پایان دادن به دعوای مسلمانان و مسیحیان بوده و ایا صوفیه در آن روزها و پس از دستور  آتاترک در سال ۱۹۳۴ به موزه تبدیل شد.

## عصمت اینونو و  آتاترک
عصمت اینونو در زمان جنگ جهانی اول مقام سرگردی را در ارتش عثمانی دارا بود؛ پس از پیروزی‌های پیاپی، به درجهٔ ژنرالی ارتقا یافت و با بنیان‌گذاری جمهوری ترکیه، مقام نخست‌وزیری را به‌دست‌آورد. وی سیاستمدار زیرکی بود و مغز اندیشمند  آتاترک به‌شمار می‌آمد و در زمان  آتاترک، بارها نخست‌وزیر شد و تا مرگ  آتاترک، ریاست دولت را برعهده داشت و کشور را به نام او اداره می‌کرد. اینونو، در زمان جنگ جهانی دوم، با توجه به وضع اقتصادیِ ترکیه، کشورش را از جنگ به دور نگاه داشت. بسیاری از ناظران می‌نویسند که وی به‌تنهایی در برابر سیاست‌مدارانی که هوادار ورود به جنگ بودند می‌ایستاد و می‌گفت: «باید صبر کرد تا نتیجهٔ جنگ مشخص شود. اگر پیروزی متحدین حتمی باشد، آن‌گاه وارد جنگ می‌شویم.»

## فراماسونری احتمالی
آتاترک در برخی از دایرةالمعارف‌ها به عنوان فراماسون ذکر شده‌است. به گفته مورخ و زندگی‌نامه‌نویس آتاترک، اندرو مانگو، عضویت او کاملاً اثبات نشده‌است؛ اما حداقل بسیار محتمل است. در جای دیگر، «ویکی فراماسون» بیان می‌کند که یک فراماسون درجه عالی ترک ناشناس نوشته‌است: «وابستگی او به لژ مقدونیه ریسورتا در سالونیک تنها توسط یک منبع (همیشه یکسان) در یک دایرةالمعارف ایتالیایی (همچنین در دانیل لیگو) تأیید شده‌است، اما متأسفانه ما هیچ تأیید دیگری پیدا نکردیم». مطابق با روش محرمانه بودن انجمن‌های ماسونی، چنین اطلاعاتی اغلب قابل‌ تأیید نیستند.
هارولد کورتنی آرمسترانگ در کتابی به نام «گرگ خاکستری: مصطفی کمال» (Grey Wolf: Mustafa Kemal) اشاره می‌کند که  آتاترک آیین‌های فراماسون‌ها را به سخره گرفته‌است. در سال ۱۹۲۶، اقتصاددان یهودی و ماسونی محمد جاوید بیگ به دستور  آتاترک اعدام شد.

## مرگ

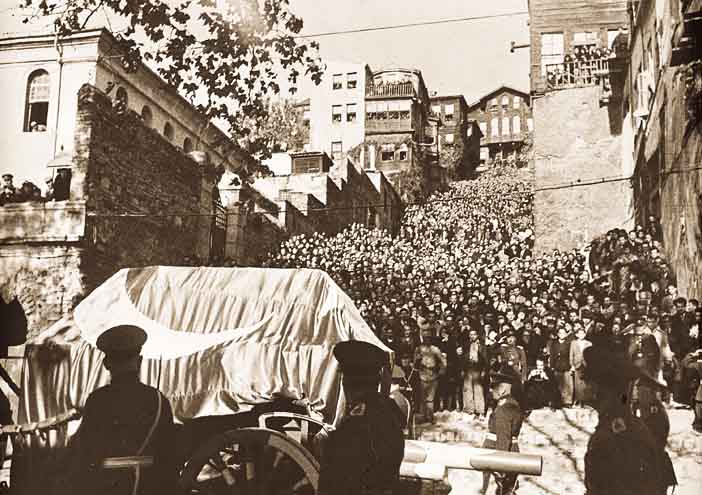
تصویری مراسم خاکسپاری آتاترک.

### خاکسپاری
کمال آتاترک روز ۱۰ نوامبر سال ۱۹۳۸ میلادی در ۵۷ سالگی به‌واسطهٔ بیماری کبد درگذشت. ساعتِ اتاقی که در آن درگذشت، هنوز روی ساعتِ مرگش (۹:۰۵ صبح) باقی مانده‌است. آرامگاه او (که به آنیت‌کابیر به معنای قبر یادبود مشهور است) در شهر آنکارا قرار دارد.

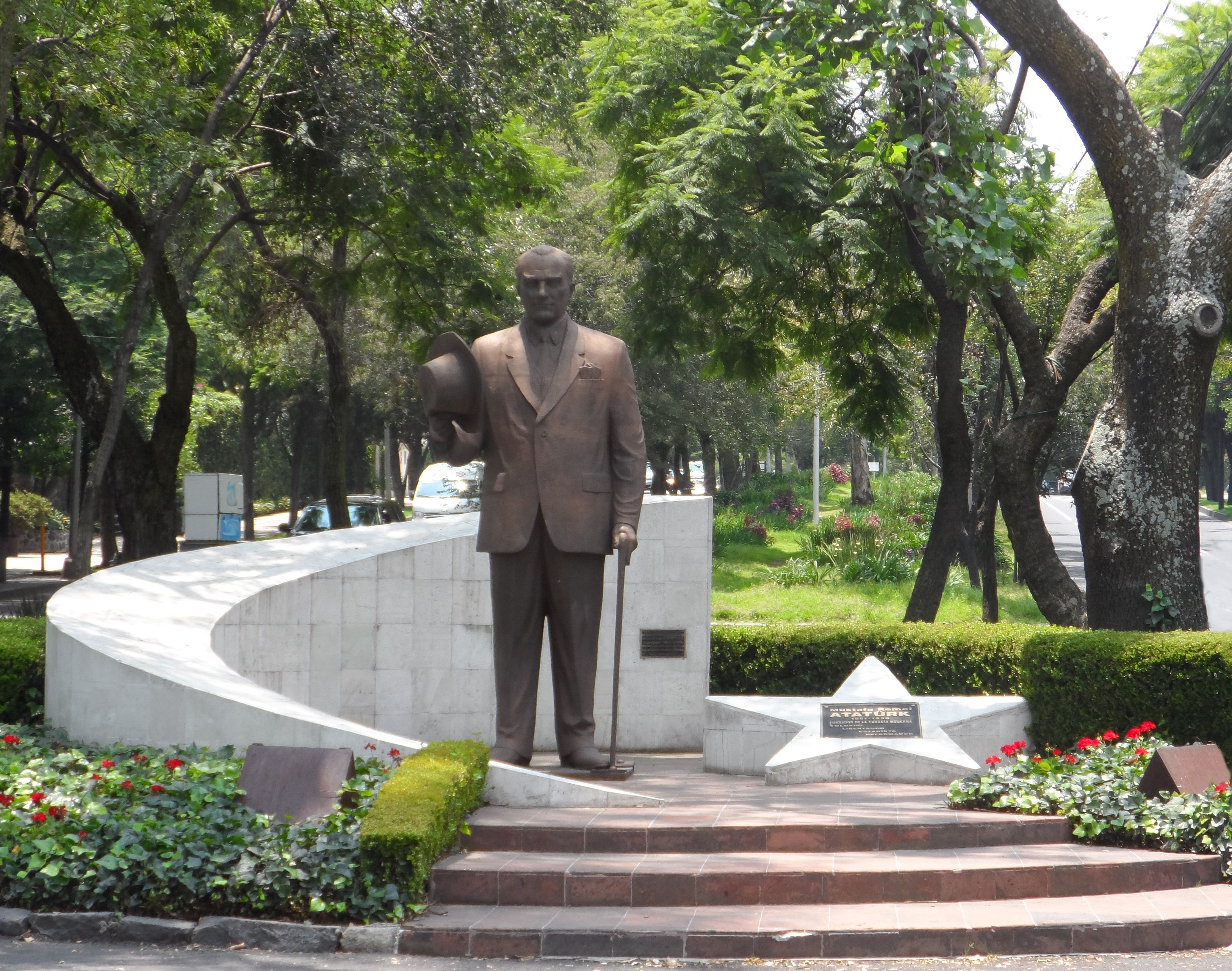
بنای یادبود مصطفی کمال آتاترک در مکزیکوسیتی، مکزیک.

همه ساله، ساعت ۹:۰۵ روز ۱۰ نوامبر، یک دقیقه مراسم سکوت به‌مناسبت درگذشت بنیان‌گذار ترکیهٔ نوین، مصطفی کمال آتاترک، و به‌دنبال آن، به صدا درآمدن زنگ مدارس و آژیر پایگاه‌ها در ۹:۰۶ (لحظهٔ وفات وی) برگزار می‌شود.

## جایزهٔ بین‌المللی صلح  آتاترک
جایزهٔ بین‌المللی صلح  آتاترک (به ترکی استانبولی: Atatürk Uluslararası Barış Ödülü) در سال ۱۹۸۶ میلادی با الهام از جملهٔ «صلح در خانه، صلح در جهان» (به ترکی استانبولی: "Yurtta Sulh, Cihanda Sulh")  آتاترک از سوی دولت ترکیه برای پاسداشت تلاش در راستای صلح و دوستی پایه‌گذاری شد.
نلسون ماندلا، قهرمان مبارزه با نژادپرستی، در سال ۱۹۹۲ به‌دلیل ظلم و ستم دولت ترکیه بر کردها، از پذیرش «جایزهٔ صلح آتاترک» خودداری کرد. ماندلا نظر خود را تغییر داد و در سال ۱۹۹۹ این جایزه را پذیرفت.

## آثار

### آثار ترجمه‌شده وی به فارسی
- آتاترک، مصطفی‌کمال. نطق (۱۹۲۷–۱۹۱۹)، ترجمهٔ محمدرضا هیئت، مورد تأیید مرسل اوزترک، آنکارا: نهاد عالی فرهنگ، زبان و تاریخ  آتاترک، مرکز تحقیقات  آتاترک، ۲۰۰۴= ۱۳۸۳، ۵۵۱ ص. (این سخنرانی در روزهای ۲۰–۱۵ اکتبر ۱۹۲۷ در دومین کنگره بزرگ حزب جمهوری خلق ایراد گردیده‌است.)

### دربارهٔ آتاترک به فارسی
- م‍ح‍م‍د ت‍وف‍ی‍ق، م‍ح‍م‍د. کمال آتاترک، ترجمهٔ اسمعیل فردوسی‌فراهانی، اراک: نامه عراق، ۱۳۱۸، ۲۱۸ ص.
- کین‌راس، کین‌راس. زندگینامه مصطفی‌کمال آتاترک پدر ترکیه مدرن، ترجمهٔ اسماعیل‌نوری‌علا، کلن: انتشارات فروغ، ۲۰۰۹ = ۱۳۸۸، ۵۹۷ ص.
- مانگو، آندرو. آتاترک، ترجمهٔ هوشمند دهقان، تهران: پیام امروز، چاپ دوم: ۱۳۹۵، ۹۸۸ ص.
- ای‍گ‍دم‍ی‍ر، اولوغ، و دیگران. آتاترک، ت‍رج‍م‍ه ح‍م‍ی‍د ن‍طق‍ی، ت‍ه‍ران: م‍ؤس‍س‍هٔ ف‍ره‍ن‍گ‍ی م‍ن‍طق‍ه‌ای، ن‍ش‍ری‍هٔ ش‍م‍اره ۱۲، ۲۱۰ ص.
- ات‍اب‍ک‍ی، ت‍ورج. ت‍ج‍دد آم‍ران‍ه: ج‍ام‍ع‍ه و دول‍ت در ع‍ص‍ر رض‍اش‍اه، ت‍رج‍م‍هٔ م‍ه‍دی ح‍ق‍ی‍ق‍ت‌خ‍واه، ت‍ه‍ران: ق‍ق‍ن‍وس، ۱۳۸۷، ۲۸۶ ص.
- اروج زاده، لیلا، دین و سیاست در ترکیه معاصر از  آتاترک به بعد، اردبیل: انتشارات محقق اردبیلی، ۱۳۹۷، ۱۴۰ ص.
- هانی‌اوغلو، شکرو، سقوط امپراتوری و تولد جمهوری: نگاهی به نقش آتاترک در پیدایش ترکیه، ترجمهٔ رضا جوادی، تهران: لوح فکر، ۱۳۹۵، ۲۶۷ ص.

## جستار های وابسته
- جنگ استقلال ترکیه
- جمهوری ترکیه
- سرنگونی امپراتوری عثمانی
- ملی‌گرایی ترکی